# Övre Pålaktjärnen
Övre Pålaktjärnen är en sjö i Piteå kommun i Norrbotten och ingår i Åbyälvens huvudavrinningsområde.